# Am-hehu
Am-hehu (auch Am-heh oder Am-schut) ist ein altägyptischer Gott aus der Textsammlung des Ägyptischen Totenbuchs. In dieser wichtigen Dokumentation der ägyptischen Mythologie wird er als einer von 43 Richtergottheiten des Totengerichts dargestellt, die in der Halle der Vollständigen Wahrheit über die Verstorbenen richteten. Nach der Namensnennung der Totenrichter insbesondere im 125. Totenbuchspruch trägt er daher auch den Namen Der Totenrichter.
Unter dem vorsitzenden Richter Osiris war Am-hehu als beisitzender Richter für Ahndung der Verbrechen Diebstahl, Raub, Mord und Habgier verantwortlich. Deshalb wurde er zunächst unter seinem individuellen Namen Schattenverschlinger angerufen und später, in der Griechisch-römischen Zeit, entsprechend als Verschlinger der Millionen bezeichnet. Ein weiterer Beiname war Der aus der Grube.